# Amt Berkenthin
La comunità amministrativa di Berkenthin (Amt Berkenthin) si trova nel circondario del ducato di Lauenburg nello Schleswig-Holstein, in Germania.

## Suddivisione
Comprende 11 comuni:
1. Behlendorf (404)
2. Berkenthin (2 132)
3. Bliestorf (655)
4. Düchelsdorf (160)
5. Göldenitz (229)
6. Kastorf (1 157)
7. Klempau (604)
8. Krummesse (1 664)
9. Niendorf bei Berkenthin (190)
10. Rondeshagen (794)
11. Sierksrade (441)

Il capoluogo è Berkenthin.
(Tra parentesi i dati della popolazione al 31 dicembre 2021)